# Dato Kvirkvelia
Davit Kvirkvelia, detto Dato (Lanchkhuti, 27 giugno 1980), è un allenatore di calcio ed ex calciatore georgiano, di ruolo difensore, tecnico del K'olkheti-1913 Poti.

## Palmarès

### Club

#### Competizioni nazionali
- Campionato georgiano: 1

Dinamo Tbilisi: 2013-2014
- Coppa di Georgia: 1

Dinamo Tbilisi: 2013-2014
- Campionato russo: 2

Rubin Kazan': 2008, 2009